# Фарста (станция метро)
Фарста (швед. Farsta) — станция Зелёной линии Стокгольмского метрополитена между станциями Хёкаренген и Фарста странд. Обслуживается маршрутом T18.
Станция названа по одноимённому району Фарста; поблизости находится также одноимённый торговый центр. Для пассажиров станция метро «Фарста» была открыта 19 ноября 1958 года. Находится в 9,4 км от Слуссен; была конечной станцией до введения в строй в 1971 году станции Фарста странд.

## Галерея

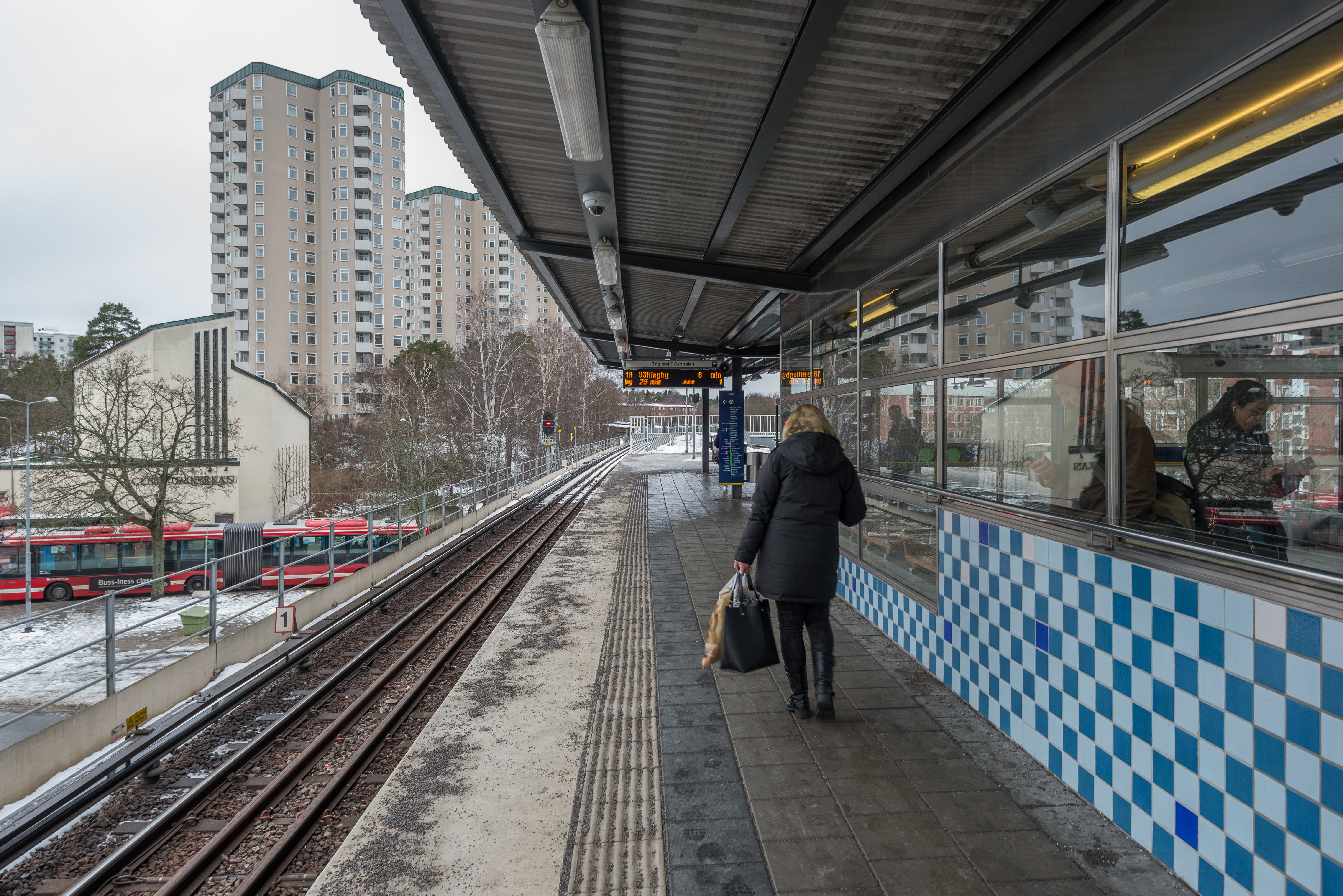
Платформа в сторону T-Centralen
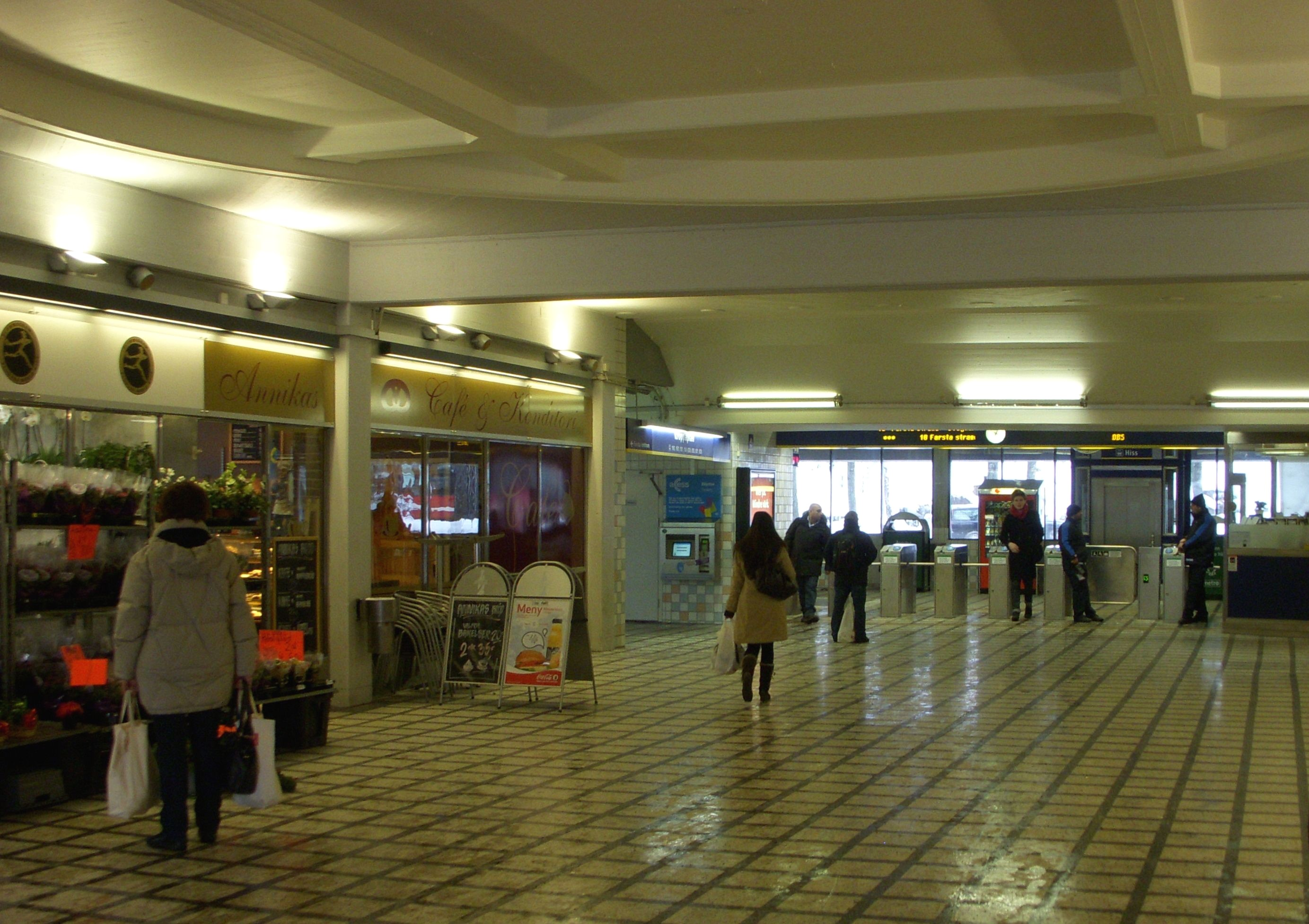
Интерьер станции «Фарста»
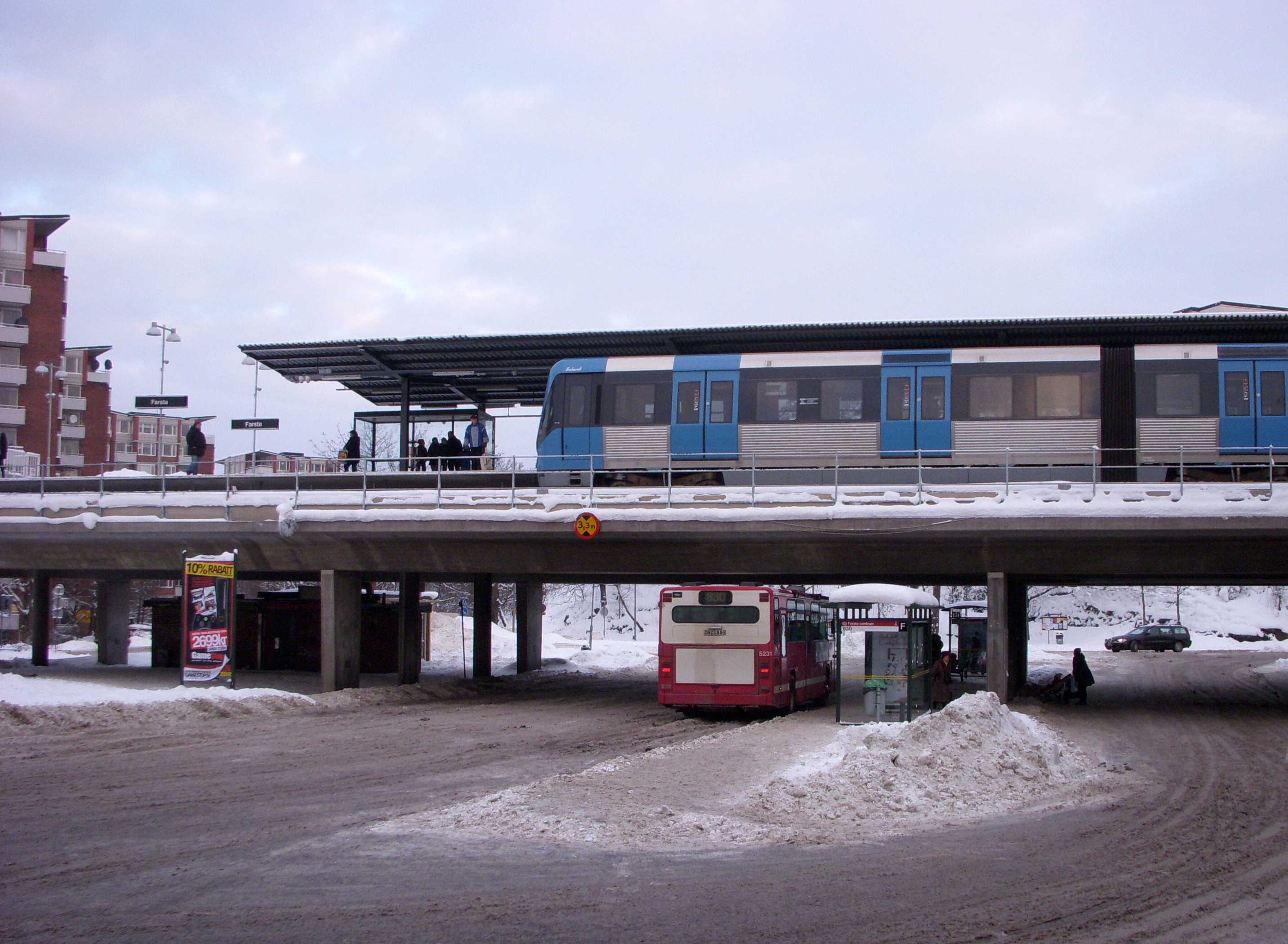
Поезд на станции
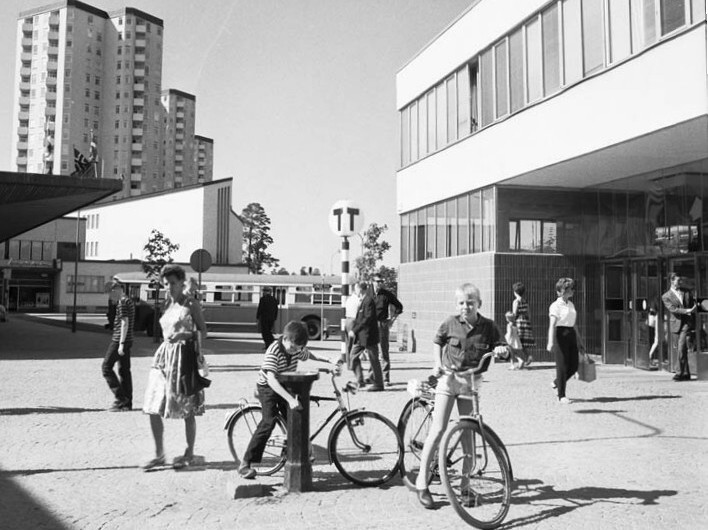
Станция в 1963 году